# 니나 솅크 그래핀 폰 슈타우펜베르크
엘리자베트 막달레나 솅크 그래핀 폰 슈타우펜베르크(독일어: Elisabeth Magdalena Schenk Gräfin von Stauffenberg, 1913년 8월 27일 ~ 2006년 4월 2일)는 1944년 7월 20일 아돌프 히틀러를 암살하려는 계획이 실패로 돌아간 지도자 클라우스 폰 슈타우펜베르크 대령의 아내였다. 계획이 실패로 돌아간 후, 그녀는 체포되어 투옥되었고, 그 기간 동안 그녀는 막내딸을 낳았다.